# 南澳州懲教廳
南澳州懲教廳（英語：Department for Correctional Services）是澳洲南澳州政府負責成年囚犯的部門。該廳職能包括罪犯的監管及更生，旨在避免該州公眾再受犯罪侵害。
該州有九所監獄，包括阿德萊德還押中心。